# Avenues United FC
El Avenues United es un equipo de fútbol que juega en la SVGFF Premier League de San Vicente y las Granadinas. Es uno de los equipos más viejos del país, fundado en 1974, y en ese año ganaron la primera liga de San Vicente y las Granadinas (antigua NLA Premier League). Es uno de los clubes más destacados de la liga al ganar el torneo en 4 ocasiones, además de haber participado en competiciones internacionales de la Concacaf.

## Competencias internacionales
Participaron en el Campeonato de Clubes de la CFU en 2010 junto al System 3, donde fueron eliminados por el Joe Public FC de Trinidad y Tobago y el WBC de Surinam.
Más tarde participaron en la CONCACAF Caribbean Club Shield 2018 donde tuvieron un buen desempeño terminando invictos con una victoria ante el Hard Rock FC de Granada y un empate ante el Real Rincon de Bonaire; sin embargo, por la diferencia de goles no logró llegar a la siguiente ronda.

### Grupo B de la CONCACAF Caribbean Club Shield 2018
| Pos. | Equipo         | Pts. | PJ | G | E | P | GF | GC | Dif. | Clasificación |
| ---- | -------------- | ---- | -- | - | - | - | -- | -- | ---- | ------------- |
| 1    | Real Rincon    | 4    | 2  | 1 | 1 | 0 | 5  | 3  | +2   | Semifinales   |
| 2    | Avenues United | 4    | 2  | 1 | 1 | 0 | 5  | 4  | +1   |               |
| 3    | Hard Rock      | 0    | 2  | 0 | 0 | 2 | 3  | 6  | −3   |               |
| 4    | GDF            | 0    | 0  | 0 | 0 | 0 | 0  | 0  | 0    | Abandonó      |

 Fuente: CONCACAF

## Palmarés
- SVGFF Premier League: 4

2009/10, 2010/11, 2012, 2017
- Campeonato Regional de Arnos Vale: 1

2004

## Participación en competiciones de la Concacaf
- Campeonato de Clubes de la CFU: 1 aparición

2010 - Segunda ronda
- CONCACAF Caribbean Club Shield: 1 aparición

2018 - Fase de grupos

## Equipo
Basado en los datos de Global Sport Archive hasta abril de 2025 